# Флаг Старожиловского района
Флаг муниципального образования — Старожиловский муниципальный район Рязанской области Российской Федерации — опознавательно-правовой знак, служащий официальным символом муниципального образования.
Флаг утверждён 8 августа 2012 года решением Старожиловского районного Собрания депутатов № 29 и внесён в Государственный геральдический регистр Российской Федерации с присвоением регистрационного номера 7900.

## Описание
«Прямоугольное полотнище синего (или голубого) цвета с отношением ширины к длине 2:3, несущее в центре изображение фигур из герба муниципального района — положенных накрест яблоневой ветви с плодами и хлебного снопа, над которыми — подкова двумя шипами вверх, выполненных жёлтым, зелёным, красным и белым цветами».
Во исполнение рекомендации Геральдического совета при губернаторе Рязанской области, решением Старожиловского районного Собрания депутатов от 8 августа 2013 года № 29, в описании флага слова «Прямоугольное полотнище синего (или голубого) цвета» заменено словами «Прямоугольное полотнище голубого цвета».

## Обоснование символики
Синий цвет полотнища символизирует красоту, мягкость и величие.
Хлебный сноп символизирует земледелие — основу экономики муниципального района.
Жёлтая (золото) яблоневая ветвь с зелёными листьями и золотыми плодами, имеющими красные бока, символизирует то, что район издавна славится своим садоводством.
Над снопом и яблоневой ветвью вверху помещена белая подкова, обращённая двумя шипами вверх, что напоминает об имеющемся в районе старинном конном заводе, а также является символом счастья.